# Dia Internacional do Direito ao Saber
O Dia Internacional do Direito ao Saber foi proposto em 28 de setembro de 2002 em um encontro de organizações ao redor do mundo que trabalham com Liberdade de Informação, em Sófia, Bulgária, "com o objetivo de sensibilizar sobre o direito das pessoas em acessar informação governamental enquanto promovendo liberdade de informação como algo essencial para a democracia e uma boa governança". Organizações que trabalham com liberdade de informação e ativistas ao redor do mundo têm, desde esse dia, desenvolvido atividades para celebrar e sensibilizar o público em geral sobre o direito à informação.